# Hampus Hellekant
Karl Hampus Hellekant, senare Karl Svensson, född 30 januari 1976 i Danderyds församling, Stockholms län, dömdes till elva års fängelse för mordet på syndikalisten Björn Söderberg den 12 oktober 1999. Han var då nazist.

## Mordet på Björn Söderberg
Den 16 september 1999 avslöjade den SAC-knutna tidningen Arbetaren att Robert Vesterlund, en känd person i den svenska nynazistiska rörelsen, satt i styrelsen för den lokala avdelningen av fackförbundet Handels vid Svanströms lager i Stockholm. Arbetaren hade delgivits informationen genom en av Vesterlunds medarbetare, syndikalisten Björn Söderberg. En vecka senare uteslöts Vesterlund från Handels och sade därefter upp sig.
På grund av detta kom Hellekant och två vänner, Björn Lindberg-Hernlund och Jimmy Niklasson, till Söderbergs hem i Sätra den 12 oktober. Hellekant har erkänt att han, på order av en annan person, ringt Söderberg några timmar tidigare. Ett gräl utbröt, och några minuter senare hade Söderberg blivit skjuten ett flertal gånger, bland annat i huvudet.
När Hellekant greps den 14 oktober 1999 misstänkt för mord, kunde polisen avslöja hans delaktighet i en nazistisk underrättelsetjänst. I sin dator hade Hellekant ett avancerat krypterat register över kända svenskar med judiskt påbrå, riksdagsledamöter, artister och andra "motståndare". Hellekant gjorde tidigare värnplikt som kryptör på P 10 i Strängnäs.

## Efter fängelset
Höstterminen  2007 började Hellekant, under nytt namn, studera till läkare vid Karolinska institutet. När det uppdagades att han tidigare dömts för mord utbröt en debatt om huruvida dömda mördare ska tillåtas praktisera medicin, något som också uppmärksammades internationellt. Lagstiftningen kring högre utbildning gav dock inte universitetet någon möjlighet att stänga av Hellekant från studierna på grund av tidigare begångna brott. Det konstaterades dock att Hellekant troligen inte skulle erhålla läkarlegitimation efter avslutad utbildning, vilket krävs för att praktisera som läkare. Senare avslöjades det att Hellekant hade antagits på betyg vars riktighet inte gick att bestyrka, vilket ledde till att han fråntogs sin utbildningsplats. Frågan om Hellekant kunde ställas till ansvar för urkundsförfalskning prövades dock inte rättsligt på grund av att tingsrätten inte lyckats delge honom åtal.
År 2009 kom det fram att Hellekant återigen hade antagits på läkarprogrammet, denna gång på Uppsala universitet. Före dessa studier hade Hellekant från fängelset läst en distanskurs i informationssäkerhet vid Blekinge tekniska högskola i Ronneby och ekonomi vid Uppsala universitet.